# Waldina Paz
Jariet Waldina Paz (sinh ngày 15 tháng 6 năm 1966 tại Tegucigalpa) là một nhà báo và chính trị gia người Honduras. Bà hiện đang giữ chức phó đại hội của Quốc hội Honduras đại diện cho Đảng Tự do của Honduras cho Francisco Morazán.